# Николай Лусис
Николай (на гръцки: Νικόλαος, Николаос) е гръцки духовник, китроски епископ, водач на Олимпийското въстание в Южна Македония от 1878 година.

## Биография
Роден е със светското име Лусис (Λούσης) в 1840 година в Станимака, тогава в Османската империя, днес в България, където и получава свото начално образование. Получил стипендия от фонда на мецената Комидзопулос, заминава за Атина и продължава учението си в църковния лицей Ризарио, който завършва в 1863 година.
След завършване на образованието си се връща в Пловдив, където преподава и е ръкоположен за дякон. В 1868 година Николай заминава като учител в Ханя на Крит, където взима участие в Критското въстание. В 1873/1874 година Николай става преподавател по богословие в гръцкия лицей в Ставродроми, Цариград. След две години заминава за Солун, където се запознава с митрополит Йоаким Солунски, който по-късно заема патриаршеската катедра в Цариград. На следващата година става свещеник и архидякон при митрополията и на 29 март 1875 година в храма „Свети Димитър“ е избран за китроски епископ в град Колиндър, Македония. Ръкоположен е на 6 април 1875 година от солунския митрополит. Източната криза от 1875 — 1878 година, Руско-турската война и последвалият Санстефански мирен договор, водят до избухването и на гръцко въстание в Южна Македония, чиято цел е да се предотврати създаването на Велика България.
Епископ Николай възглавява въстанието в центъра на своята епископия Колиндър. Началото на въстанието съвада с деня на подписване на Санстефанския мир – 19 февруари/3 март 1878 година. Въстаниците създават „Временно правителство на Македония“, в което влиза и епископ Николай. Първоначалните успехи на въстаниците са ликвидирани след прехвърлянето на вече освободените от военните действия османски части. Въстаниците изпращат семействата си в манастира „Вси Светии“ и се укрепяват в Колиндър. На 25 февруари 2500 редовни войници с оръдия и 500 души башибозук атакуват Колиндър. Градът пада на следващия ден 26 февруари. Епископ Николай сам запалва катедралната църква, за да не попаднат светите реликви в турски ръце. Градът е изгорен от турците и черкезите.
Епископът и част от въстаниците се оттеглят в планината Хасия около изворите на Ахелой, където продължават партизанската война. Епископ Николай през Ламия заминава за Атина, където е посрещнат от Македонския комитети и хиляди жители. Назначен е за преподавател по Закон Божий в гимназията в Ламия, където остава до 1880 година. Умира на 28 юни 1882 година в Пирея, Атина. На погребението му сред официалните лица е и премиерът на Гърция Харилаос Трикупис.
Епископ Николай оставя детайлни спомени за въстанието. Въстанието повлиява за преразглеждане на решенията на Санстефанския договор.
Централният площад в Колиндър носи името на епископ Николай и на него е издигнат негов бюст. Ежегодно на 22 февруари Колиндър отбелязва годишнината на въстанието. Силогосът в града се казва „Николай Лусис“.